# Edna Township (Iowa)
Cet article possède un paronyme, voir Etna Township (Iowa).
Edna Township est un township, du comté de Cass en Iowa, aux États-Unis,.
Le chef amérindien Mahaska, de la tribu des Iowas, tué en 1834, est enterré à proximité de la Nodaway River (en) dans le township.

## Source de la traduction
- (en) Cet article est partiellement ou en totalité issu de l’article de Wikipédia en anglais intitulé « Edna Township, Cass County, Iowa » (voir la liste des auteurs).